# Kapotsfy-kápolna
A Kapotsfy-kápolna (vagy Kapotsfy-sírkápolna) a Somogy vármegyei Kiskorpád regisztrált műemléki értéke. Az 1905-ben épült kápolna ma egy elkerített, zárt területen áll, az év minden napján előzetes bejelentkezés alapján látogatható.

## Története
Annak a területnek, ahol ma a kápolna áll, 1863-ból ismert az első tulajdonosa: Stocz József, utána Kesselökői Majthényi Péter, majd a Steinitz család birtokolta. 1902-ben az a Kapotsfy Jenő kaposvári ügyvéd vette meg az ingatlant, aki később Somogy vármegye főispánja lett. Felesége, Kelemen Mariska fiatalon elhunyt, a férj az ő emlékére építtette 1905-ben a kápolnát. A bejárat fölötti homlokzati részre a család címerét helyezte el, alá pedig latin nyelvű feliratot vésettetett: Mariae uxori et matri optimae. Eugenius MCM0V. Ennek jelentése: „Máriának, a legjobb feleségnek és anyának. Jenő, 1905.”, érdekessége pedig a római számba beékelődött nullás számjegy. Felszentelését 1906-ban végezte Herbai Pál szentbalázsi esperes, az ünnepségen jelen volt Kaposvár főmérnöke, Bereczk Sándor is. A tulajdonos nem pusztán sírkápolnának szánta az épületet: felajánlotta a helyieknek, hogy egyházi célokra is használhatják a jövőben.
Kapotsfy után Somssich Margit grófnő, majd Somssich Júlia birtokába került, ő pedig a Magyar Államkincstárnak adta a Somogyvármegyei Földhivatali Bizottság egyik határozata alapján. A világháború idején templomnak is használt épület 1952-ben tagosítás révén a Kutasi Állami Gazdaságé lett, amelynek átalakulása után a szintén kutasi Mezőkert Zrt. birtokába került. Előtte azonban, a szocializmus idején a már a háborúban is megsérült kápolna állapota tovább kezdett romlani: többször kifosztották, emellett tetejét, bútorait és ablakait kibontották, valamint a födémet is leszakították. 2007-ben a környező majorral együtt családi magántulajdonba került, az új tulajdonosok pedig a 2010-es évekre szinte teljesen elpusztult kápolnát több év alatt felújíttatták: a folyamatban a legfontosabb szerepet a Tündérvölgy Értékeiért Egyesület és Bödőné Kerényi Tünde vállalta. Mivel eredeti tervrajzok nem maradtak fenn, ezért korábbi képek és a megmaradt épületrészek alapján Sziklai Judit építész tervezte meg az új épület részleteit, a színes üvegablakokat Bödő Ágnes tervezte és készítette, a torony harangját 2014-ben öntötték. Az újraszentelést, amelyen részt vett Hóvári János nagykövet is, 2017. június 17-én végezte dr. Kerényi Lajos piarista tanár és Somos László püspöki helynök.

## Képek

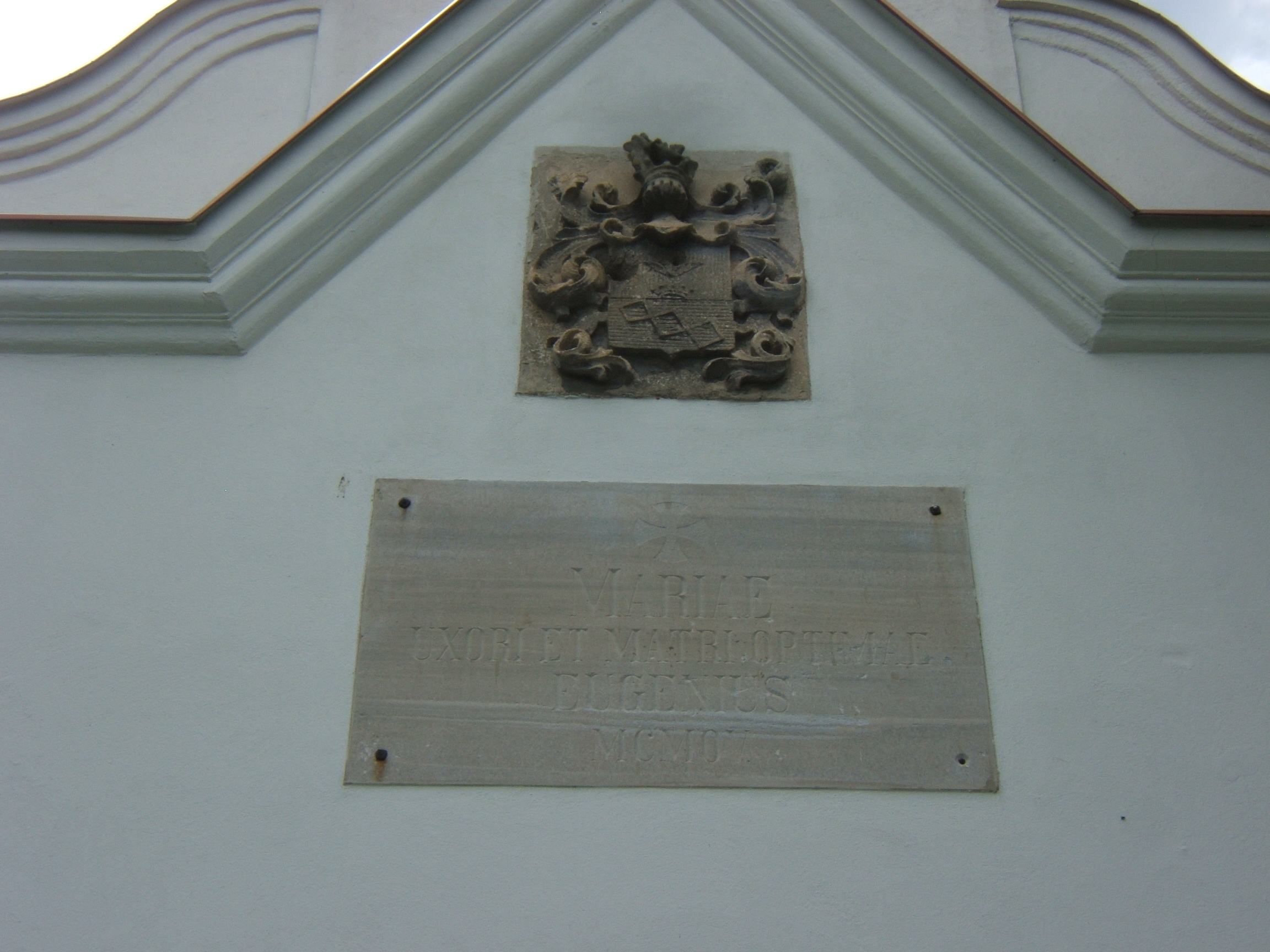
A bejárat feletti címer és felirat
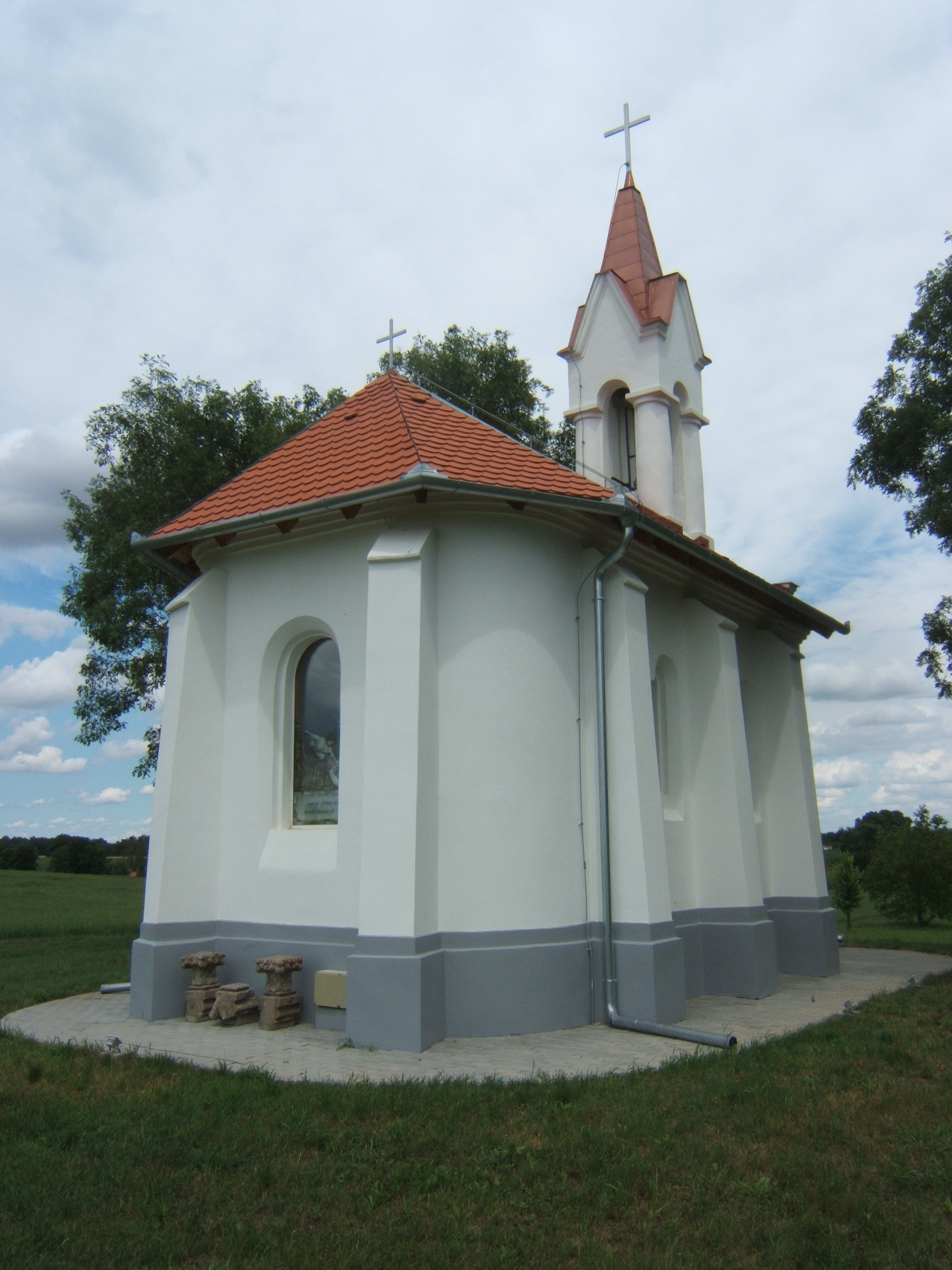
Hátulról
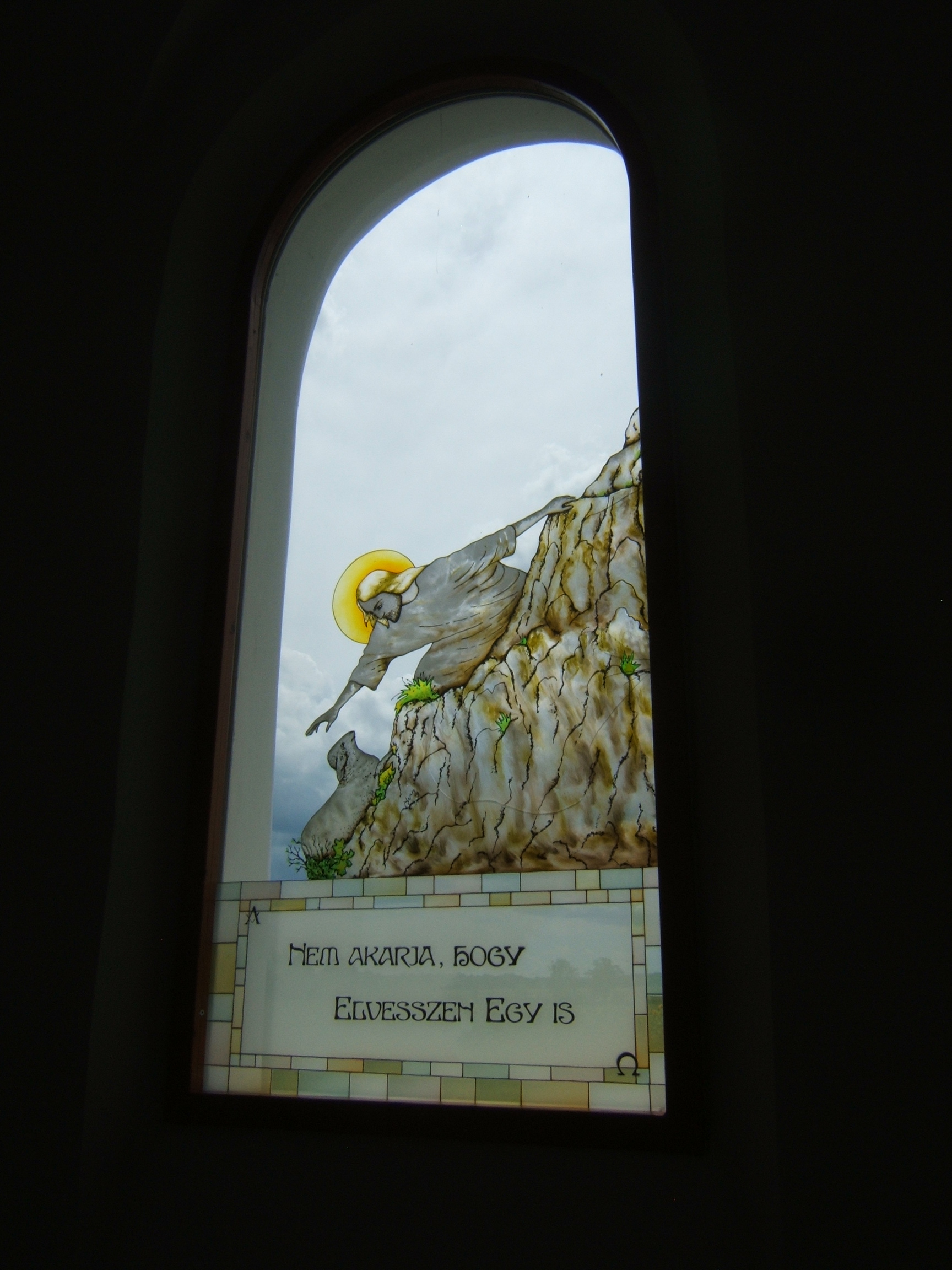
Ablak
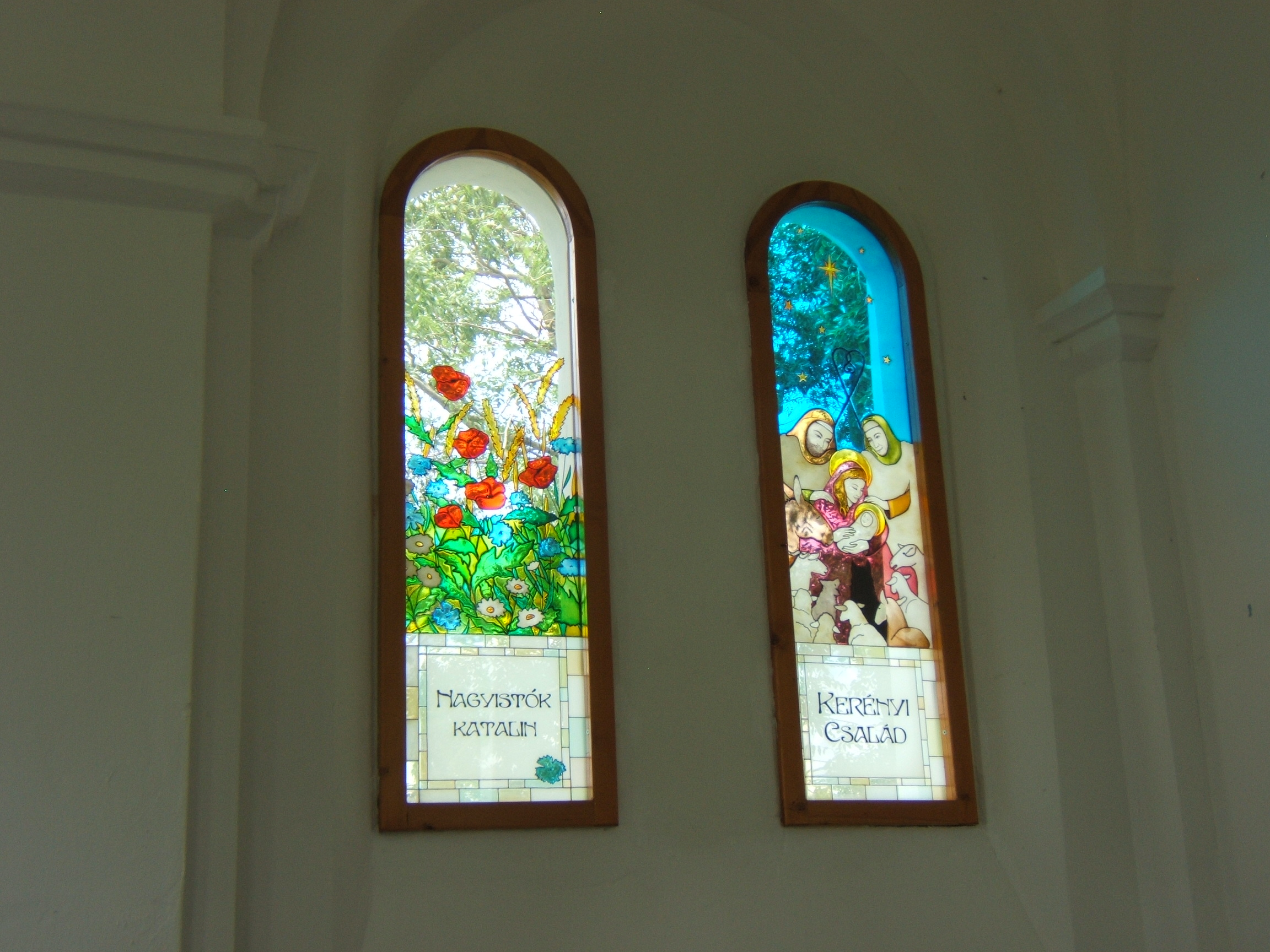
Ablakok